# Bobicești (okręg Prahova)
Bobicești – wieś w Rumunii, w okręgu Prahova, w gminie Predeal-Sărari. W 2011 roku liczyła 345 mieszkańców.